# Dyga Zsombor
Dyga Zsombor (Budapest, 1975. augusztus 26. –) magyar forgatókönyvíró, filmrendező, rendezőasszisztens.

## Életpályája
Szülei: Dyga Tadeusz erdész és Székely Kinga (1945-) barlangász. 1990-1994 között a Kempelen Farkas Gimnázium diákja volt.
Első 35 mm-es nagyjátékfilmjét 2003-ban készítette Tesó címmel, amelyet nemcsak rendezett, hanem írt is. A 2010-es Filmszemlén a Köntörfalak című alkotásáért 4 díjat, köztük a legjobb rendezés díját kapta. Ez a filmje a Közönség-díjat is elnyerte. A számos alkalommal minden idők legjobb magyar sorozatának választott Aranyéletnek a vezető rendezője. A sorozatot több mint negyven országban vetítik.

## Filmjei

### Rendezőként
- Gyilkosok (1999)

- Tesó (2003) (író is)
- Kész cirkusz (2005) (író és producer is)
- Köntörfalak (2010) (író is)
- Utolér (2011)
- Couch Surf (2013) (író is)
- Egynyári kaland (2015) (tv-sorozat)
- Aranyélet (2016) (tv-sorozat)
- Jófiúk (2019) (tv-sorozat)
- Sárkányok Kabul felett (2025)

### Rendezőasszisztensként
- Aranyváros (2002)
- Arccal a földnek (2002)
- Fluxus (2004)
- Stammbuch (2005)
- Előbb-utóbb (2006) (producer is)
- A legyőzhetetlenek (2013)
- Utóélet (2014)
- Parkoló (2014)
- Hurok (2016)

## Díjai
- A filmszemle elsőfilmes díja (2000)
- valenciennes-i díj (2002)
- Fipresci-díj (2003) Tesó